# Коломак (Решетиловский район)
Коломак (укр. Коломак) — село, Кукобовский сельский совет, Решетиловский район, Полтавская область, Украина.
Код КОАТУУ — 5324281407. Население по переписи 2001 года составляло 122 человека.

## Географическое положение
Село Коломак находится на правом берегу реки Ольховатая Говтва, выше по течению на расстоянии в 1,5 км расположено село Писаренки, ниже по течению на расстоянии в 0,5 км расположено село Кузьменки. На расстоянии в 0,5 км расположен посёлок Покровское. Река в этом месте извилистая, образует лиманы, старицы и заболоченные озёра. Рядом проходит железная дорога, станции Решетиловка и Платформа 294 км в 1,5 км.